# Jošie Kasadžimaová
Jošie Kasadžimaová (japonsky 笠嶋 由恵, * 12. května 1975) je bývalá japonská fotbalistka.

## Reprezentační kariéra
Za japonskou reprezentaci v letech 1999 až 2002 odehrála 24 reprezentačních utkání. Byla členkou japonské reprezentace i na Mistrovství Asie ve fotbale žen 1999 a 2001.

## Statistiky
| Japonsko | Japonsko | Japonsko |
| Roky     | Záp.     | Góly     |
| -------- | -------- | -------- |
| 1999     | 5        | 1        |
| 2000     | 5        | 0        |
| 2001     | 9        | 2        |
| 2002     | 5        | 1        |
| Celkem   | 24       | 4        |

## Úspěchy

### Reprezentační
- Mistrovství Asie:  2001